# Menschliche Kanonenkugel

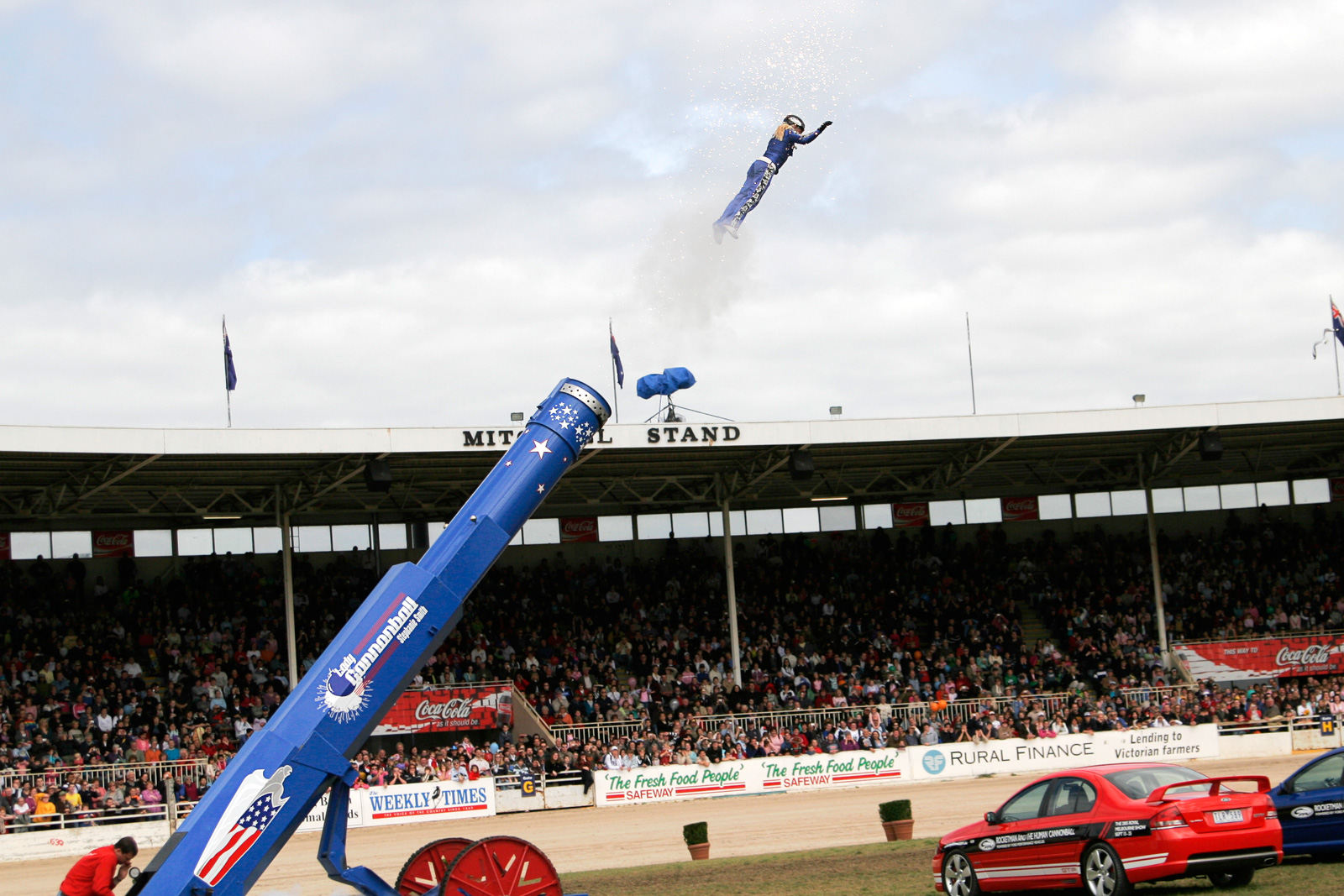
Menschliche Kanonenkugel Stephanie Smith

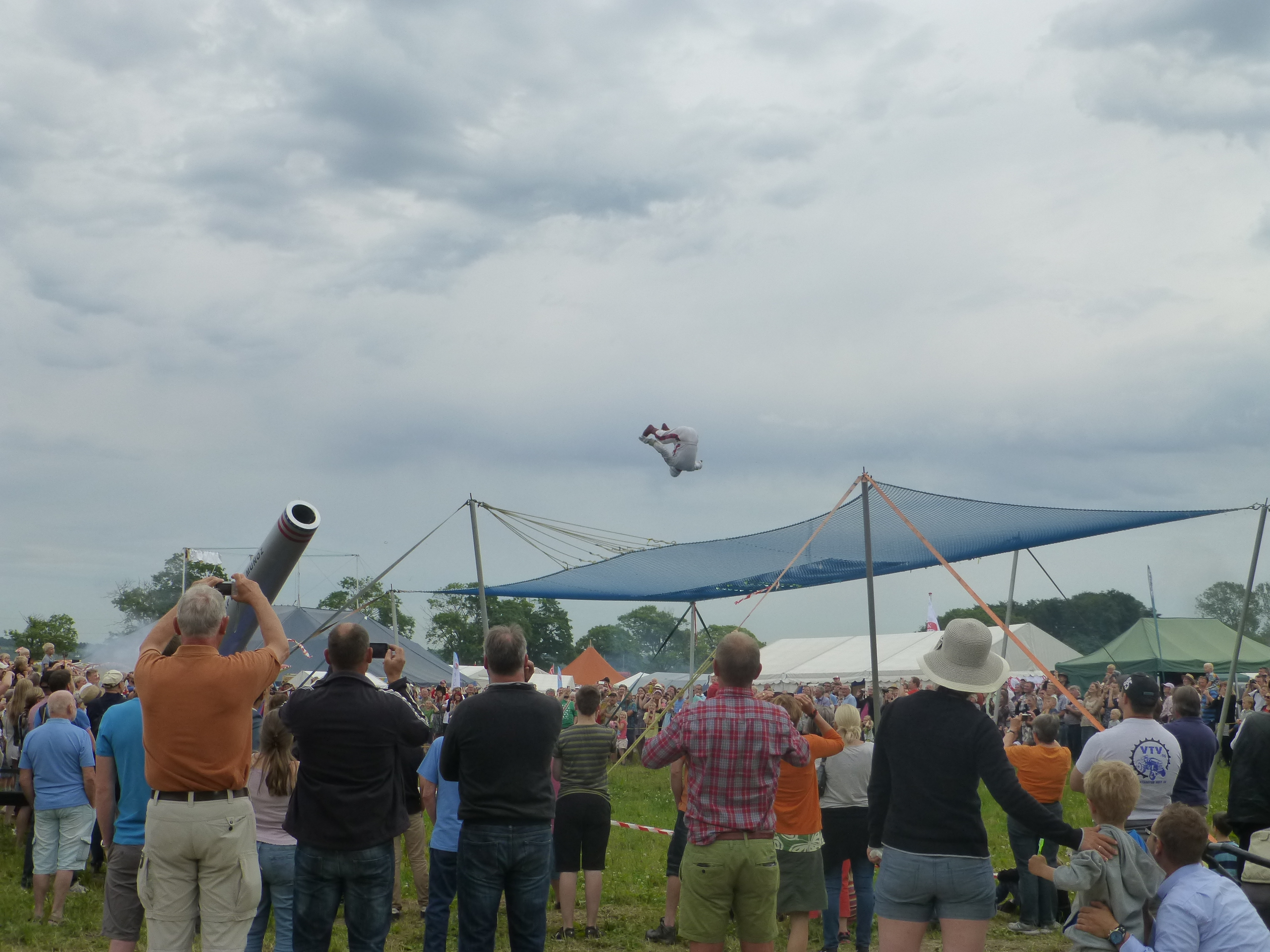
Ein Auffangnetz fängt die menschliche Kanonenkugel „Captain Munoz“ auf

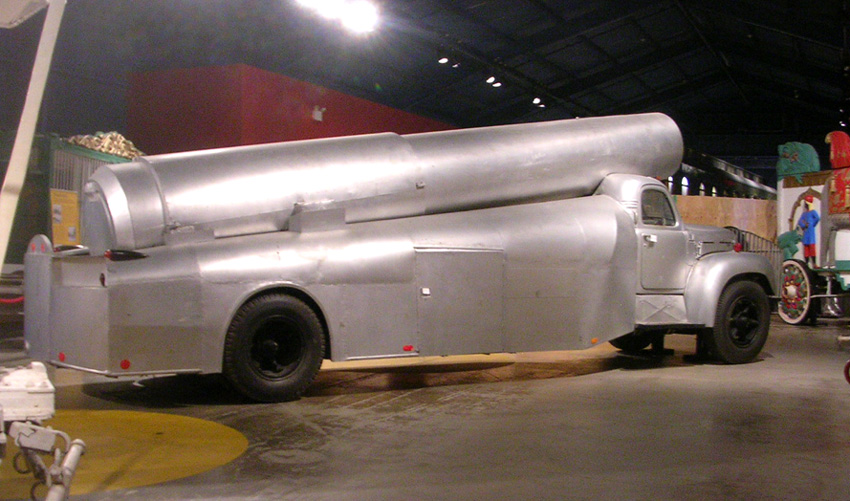
Historischer Kanonenwagen der „Ringling Brothers“ und des „Barnum & Bailey Circus“. Hiermit wurden zwischen 1930 und 1960 „menschliche Kanonenkugeln“ über das Zirkuszelt oder Publikum geschossen. (Circus Museum im Ringling Museum in Sarasota, Florida)

Die menschliche Kanonenkugel ist eine Zirkusattraktion, bei der eine Person mit Hilfe einer Feder oder mit Druckluft aus einer kanonenähnlichen Vorrichtung durch die Luft geschossen wird. Menschliche Kanonenkugeln haben Geschwindigkeiten von über 100 km/h erreicht. Die Person landet auf einem horizontalen Netz oder einem Sprungpolster, dessen Position nach den Gesetzen der Ballistik bestimmt wird.
Der Krach und der Rauch des Schusses wird durch eine pyrotechnische Explosion erzeugt, die aber unabhängig vom „Abschuss“ des Artisten stattfindet und nur den Effekt untermalt.

## Geschichte und Rekorde
Die erste menschliche Kanonenkugel war Rosa „Zazel“ Richter im Jahr 1877, als sie sich im Royal Aquarium in Westminster, London, über eine Distanz von ungefähr 6,1 m schießen ließ.
Die größte Reichweite einer menschlichen Kanonenkugel betrug bis zum März 2011 56,54 Meter. Sie wurde von David Smith senior am 29. Mai 1998 aufgestellt. Es wird geschätzt, dass David Smith bei diesem Schuss eine Spitzengeschwindigkeit von 112 km/h erreicht hat. Am 10. März 2011 brach sein Sohn David Smith jr. den Rekord seines Vaters mit einer Flugweite von 59,05 Metern bei einer Vorführung in Mailand. Diesen Rekord brach er erneut am 13. März 2018 im Zuge einer Marketingkampagne zum Computerspiel Sea of Thieves im Raymond James Stadium in Florida, bei der er über 60 Meter in der Luft zurücklegen konnte. Am 8. Juli 2013 erreichte laut Guinness-Buch der Rekorde David Smith jr. mit 26 m die höchste Höhe bei einem Flug als menschliche Kanonenkugel bei einem Abschuss in California City, California, USA.

## Unfälle
Derartige Vorführungen sind nicht ungefährlich. So verfehlte Stephanie Smith bei der königlichen Show in Adelaide am 1. September 2006 das Landekissen und wurde hierbei verletzt. Am 25. April 2011 kam im südenglischen Detling der Stuntman Matthew Cranch ums Leben, als das Auffangnetz versagte und er mit großer Wucht ungebremst auf den Boden aufprallte.

## Menschliche Kanonenkugel in der Populärkultur
In zahlreichen Filmen wird die menschliche Kanonenkugel eingesetzt. In der Komödie Micmacs – Uns gehört Paris! kommt das Gerät bei einem Einbruch zum Einsatz.
Der Musiker Loudon Wainwright III setzte mit seinem Song Human Cannonball dem Rekordhalter von 1940, Emanuel Zacchini Sr. (53 Meter, 87 km/h), ein Denkmal.